# Herrarnas tempolopp i landsvägscykling vid olympiska sommarspelen 2008
Herrarnas tempolopp i landsvägscykling vid olympiska sommarspelen 2008 ägde rum den 13 augusti i Urban Road Cycling Course.
Cyklisterna startade med en och en halv minuts intervall. Banan var 47,6 kilometer lång, och bestod av två varv à 23,8 kilometer. De tävlade mot klockan snarare än mot de andra cyklisterna, då snabbaste tiden vann. De 39 cyklisterna var indelade i tre grupper som startade med en timmes mellanrum, och de flesta förhandsfavoriterna var i den sista gruppen.

## Medaljörer
| Event               | Guld                      | Silver                 | Brons               |
| Herrarnas tempolopp | Fabian Cancellara Schweiz | Gustav Larsson Sverige | Levi Leipheimer USA |

## Resultat

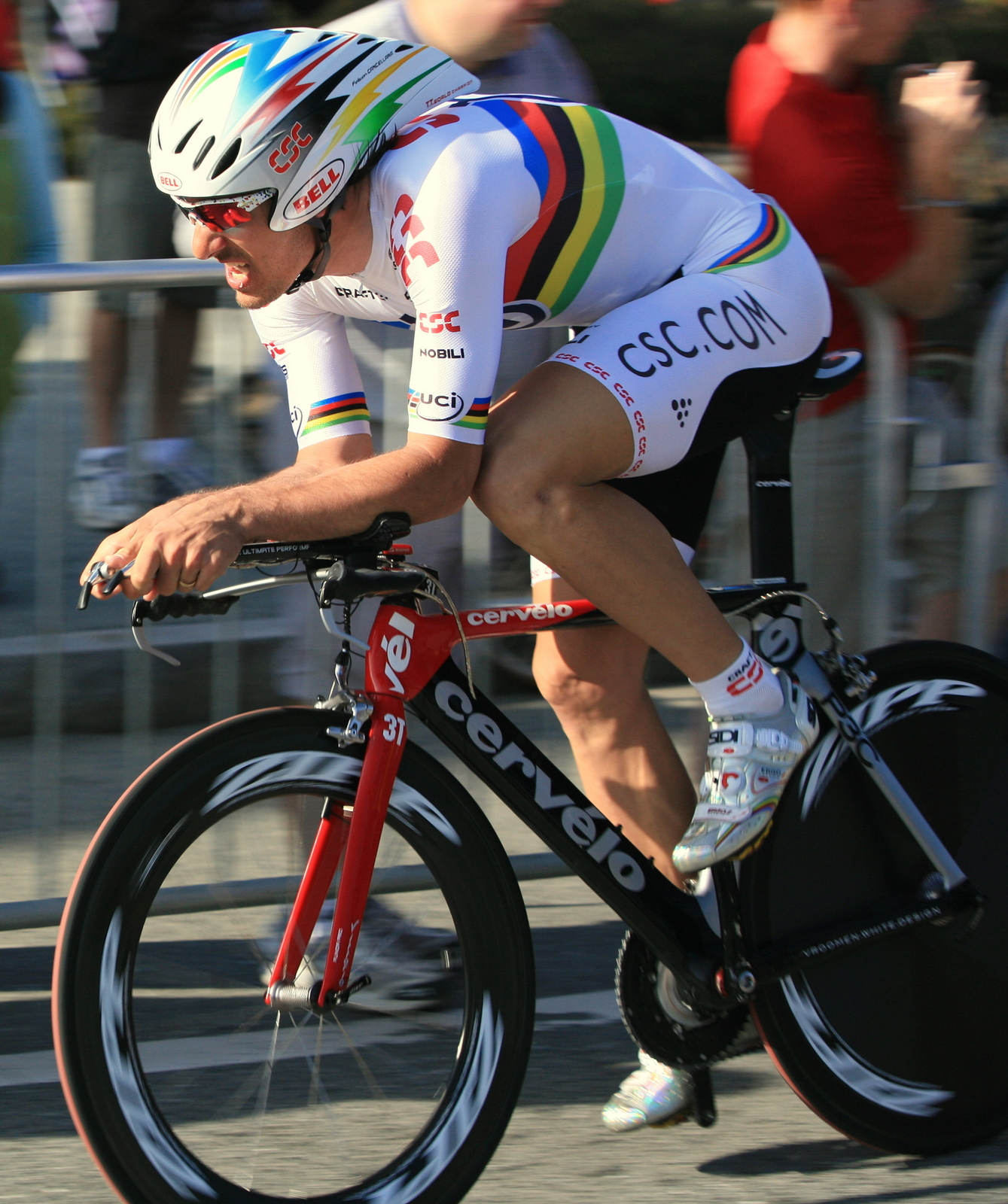
Guldmedaljören Fabian Cancellara

| Placering | Cyklist                    | Tid     |
| --------- | -------------------------- | ------- |
| 1         | Fabian Cancellara (SUI)    | 1:02:11 |
| 2         | Gustav Larsson (SWE)       | 1:02:44 |
| 3         | Levi Leipheimer (USA)      | 1:03:21 |
| 4         | Alberto Contador (ESP)     | 1:03:29 |
| 5         | Cadel Evans (AUS)          | 1:03:34 |
| 6         | Samuel Sánchez (ESP)       | 1:04:37 |
| 7         | Svein Tuft (CAN)           | 1:04:39 |
| 8         | Michael Rogers (AUS)       | 1:04:46 |
| 9         | Stef Clement (NED)         | 1:04:59 |
| 10        | Robert Gesink (NED)        | 1:05:02 |
| 11        | Steve Cummings (GBR)       | 1:05:07 |
| 12        | David Zabriskie (USA)      | 1:05:17 |
| 13        | Stefan Schumacher (GER)    | 1:05:25 |
| 14        | Bert Grabsch (GER)         | 1:05:26 |
| 15        | Vincenzo Nibali (ITA)      | 1:05:36 |
| 16        | Ryder Hesjedal (CAN)       | 1:05:42 |
| 17        | Rein Taaramäe (EST)        | 1:05:47 |
| 18        | Vladimir Karpets (RUS)     | 1:05:52 |
| 19        | Chris Anker Sørensen (DEN) | 1:05:55 |
| 20        | Denis Mensjov (RUS)        | 1:06:10 |
| 21        | Vasil Kiryjenka (BLR)      | 1:06:12 |
| 22        | Marzio Bruseghin (ITA)     | 1:06:20 |
| 23        | Kim Kirchen (LUX)          | 1:06:29 |
| 24        | Andrej Mizurov (KAZ)       | 1:06:32 |
| 25        | Santiago Botero (COL)      | 1:06:35 |
| 26        | Maxime Monfort (BEL)       | 1:07:12 |
| 27        | László Bodrogi (HUN)       | 1:07:27 |
| 28        | Simon Špilak (SLO)         | 1:07:34 |
| 29        | Matej Jurčo (SVK)          | 1:07:52 |
| 30        | Matías Médici (ARG)        | 1:07:53 |
| 31        | David George (RSA)         | 1:07:55 |
| 32        | Andrij Hrivko (UKR)        | 1:08:01 |
| 33        | Brian Bach Vandborg (DEN)  | 1:08:10 |
| 34        | Przemysław Niemiec (POL)   | 1:08:43 |
| 35        | Hossein Askari (IRI)       | 1:08:46 |
| 36        | Raivis Belohvoščiks (LAT)  | 1:08:54 |
| 37        | Denys Kostiuk (UKR)        | 1:09:04 |
| 38        | Matija Kvasina (CRO)       | 1:09:06 |
| 39        | Fumiyuki Beppu (JPN)       | 1:11:05 |